# Lingkou (köpinghuvudort i Kina, Hainan Sheng, lat 19,34, long 110,30)
Lingkou är en köpinghuvudort i Kina. Den ligger i provinsen Hainan, i den södra delen av landet, omkring 78 kilometer söder om provinshuvudstaden Haikou. Antalet invånare är 21 293. Befolkningen består av 10 036 kvinnor och 11 257 män. Barn under 15 år utgör 24,0 %, vuxna 15-64 år 65 %, och äldre över 65 år 10,0 %.
Runt Lingkou är det tätbefolkat, med 276 invånare per kvadratkilometer. Närmaste större samhälle är Wanquan, 15,2 km sydost om Lingkou. I omgivningarna runt Lingkou växer i huvudsak städsegrön lövskog.
Genomsnittlig årsnederbörd är 2 294 millimeter. Den regnigaste månaden är september, med i genomsnitt 368 mm nederbörd, och den torraste är januari, med 20 mm nederbörd.